# Psique (mitologia)

El rapte de Psique de William-Adolphe Bouguereau

Psique (en grec Ψυχή) és el nom de l'ànima.
Segons la mitologia grega, en una tradició que ens ha arribat a través de Les metamorfosis d'Apuleu, era una princesa que per la seva bellesa extraordinària va provocar la gelosia d'Afrodita, i venia gent de tot arreu a admirar-la. Les seves dues germanes, també extraordinàriament belles, s'havien casat, però amb Psique no s'hi volia casar ningú, ja que la seva bellesa feia por als pretendents. La noia, l'havien comparada amb Afrodita, cosa que va provocar que la deessa, enutjada, encomanés al seu fill Eros que la fes enamorar de l'home més lleig i més vil. Però Eros, en veure-la, s'oblidà de l'encàrrec i concebé una passió irresistible per Psique. Per mitjà de l'oracle, Eros li va fer creure que, efectivament, havia de ser lliurada en matrimoni a una criatura monstruosa. La donzella, sempre seguint les indicacions de l'oracle, es presentà el dia convingut al cim d'un promontori, on el Zèfir la va raptar per transportar-la a un palau magnífic, tot d'or i de marbre, solitari i apartat de la resta del món. Va entrar a les estances i va sentir unes veus que li deien que eren esclaves al seu servei i li ensenyaren el palau i l'acolliren. Al vespre, va notar una presència al seu costat: era el marit de qui havia parlat l'oracle, que no es deixava veure, però no li va semblar gaire monstruós. El seu marit li va dir que si intentava saber qui era el perdria per sempre. Psique va estar-se així unes quantes setmanes: de dia les veus l'acompanyaven pel palau, i de nit rebia la visita del seu amant. Psique se sentia molt feliç, però enyorava la seva família i va plorar pel seu pare i la seva mare, que la devien creure morta. Va demanar permís al seu marit perquè la deixés tornar algun temps amb ells. Va haver de pregar molt i escoltar del seu marit els inconvenients i perills que representava aquella absència. Finalment se'n va sortir amb la seva. Zèfir la va transportar dalt del promontori d'on havia partit, i des d'allà tornà sense dificultat a casa seva. Li van fer una gran festa, i les seves germanes, que eren casades lluny de casa dels seus pares, van venir a visitar-la. En veure la seva germana tan feliç i que havia portat regals de gran qualitat de part del seu espòs, van engelosir i van començar a posar dubtes en la seva ànima i a la fi li van fer reconèixer que no havia vist mai el seu marit. Van convèncer-la que amagués una llàntia durant la nit i amb la llum, quan l'altre dormís, podria veure el seu aspecte.
Psique preparà una llàntia per il·luminar l'estança, i un punyal per si el seu espòs resultava ser un monstre. Però, en fer-ho, no hi trobà cap monstre, sinó el més formós dels déus. Mentre la noia l'admirava, va tremolar d'emoció, i una gota d'oli calent de la llàntia va caure sobre el pit d'Eros, que es despertà i, adonant-se que el seu secret havia estat descobert, fugí corrents i no va tornar mai més, tal com l'hi havia promès. La noia, ja sense la protecció de l'Amor, va anar errant pel món, perseguida per la còlera d'Afrodita, encara indignada per la seva bellesa, i cap divinitat no la volia acollir. Finalment Afrodita la va fer presonera i la va tancar en el seu palau, on la va turmentar de mil maneres i li va imposar diverses obligacions, triar el gra, recollir llana de les cabres salvatges, i a l'últim baixar als Inferns. Allà havia de demanar a Persèfone un flascó amb l'aigua de la joventut. Afrodita li va prohibir obrir-lo, però Psique, durant la tornada de l'Hades, el va obrir, i va caure profundament adormida, i allà hauria quedat si Eros, que encara la desitjava, no l'hagués trobada. El déu la va despertar amb les seves sagetes i la va portar a l'Olimp, on va demanar a Zeus permís per casar-se amb ella. Zeus l'hi concedí, i a més, la immortalitat per poder-la tindre sempre amb ell com a muller. Finalment, Psique es reconcilià amb Afrodita.
Les pintures de Pompeia presenten Psique com una joveneta alada, en forma de papallona, ja que en les creences populars, l'ànima era entesa com una papallona que s'escapava del cos en morir. Psique jugava amb els Amors, alats com ella.
El mite de Psique, d'elaboració tardana i molt influït per les religions místiques, simbolitza la superació de les proves i els patiments de l'ànima humana per aconseguir la immortalitat.